# Catedral de San Nicolás de Mira
La Catedral de San Nicolás de Mira o bien Catedral Católica italo albanesa de Lungro (en italiano: Cattedrale di San Nicola di Mira, en albanés: Kryekisha e Shën Kollit) es la principal iglesia de la Eparquía católica de Lungro, la sede albanesa para Calabria e Italia continental desde 1919, que tiene jurisdicción sobre todas las parroquias católicas albanesas del sur que practican el rito católico bizantino.
Está situada en la Via De Rada, en la parte media del centro de la ciudad, con vistas a la gran plaza en una posición elevada, donde hay un busto dedicado a Skanderbeg.
La catedral, construida en el siglo XVIII después de la destrucción de la estructura anterior, se destaca por su tamaño entre todas las otras iglesias en el distrito.